# 高屏溪攔河堰
高屏溪攔河堰，又稱為大樹攔河堰，是臺灣的一座攔河堰，位於高雄市大樹區境內的高屏溪下游，距離下淡水溪鐵橋上游二公里處，為臺灣南部地區繼南化水庫及牡丹水庫之後重要水資源開發計劃之一，是提供高雄地區公共用水的主要來源，並具有減少高屏地區地下水抽取，緩和地層下陷及消除地方水權紛爭等功能。高屏溪攔河堰是臺灣首座自製的橡皮壩攔河堰，也是臺灣目前最寬的橡皮壩攔河堰。

## 興建緣由與過程
臺灣南部地區每年都有豐沛的雨量，然而因降雨時間、空間分布不均，豐枯懸殊。為了提供高雄地區穩定水質佳之用水，乃於高雄市大樹區境內興建橡皮壩攔河堰。主體工程由經濟部水利署主辦，並由經濟部水利署南區水資源局執行辦理，於1994年9月開工，1999年10月完工，興建經費為新臺幣34億2仟5佰萬元，2000年5月26日成立高屏溪攔河堰管理中心執行營運管理業務。

## 設施與功能
高屏溪攔河堰的堰長960公尺，主要設施有活動堰、固定堰、固床工、側槽取水路、取水口及放水路等，並設有魚道可供迴游性魚類溯上產卵，高屏溪攔河堰僅有抬高水位而無蓄水功能，設計取水位高程16公尺，取水量35秒立方公尺（35cms）。高屏溪攔河堰以活動充氣式橡皮壩設置排砂道、活動堰，其中活動堰長286公尺，設有充氣式橡皮壩八門。橡皮壩係一種薄壁水工構造物，是採用錦綸或維納綸布等材料作為受力骨架，以氯丁橡膠作保護層，產生膠合及密封作用，運作方式是當水位高於16.7公尺時橡皮壩即傾倒，讓溪水通過，挹注下游溪水；水位低於16.7公尺時，橡皮壩就豎立，阻攔溪水讓攔河堰順利取水，特點是建造成本低，不阻水、不漏水、抗震性強、對基地要求低及施工期短，而且能在洪水來臨時自動倒伏以渲洩洪水，防止攔河堰上游水位過高而形成洪水氾濫。其缺點是容易遭破壞及磨損，故壽命較混凝土攔河堰為短，例如在2009年的莫拉克颱風在高屏溪流域降下超大豪雨，高屏溪攔河堰遭溪水淹沒，攔河堰內外遭泥沙、漂流木嚴重淤積，其中第1、2、6號共三座橡皮壩遭到漂流木劃破，2010年初進行更換。另外設有混凝土固定堰674公尺。高屏溪攔河堰取水地點為武洛溪與高屏溪匯流點上游，攔河堰全年取水，以聯通管路與南化水庫聯合應用，提高高雄地區原水供水量，提昇區域水源設施之供水潛能，初期每日可供應大高雄地區一百萬公噸之水量，最高可每日供二百萬公噸以上。

## 圖集

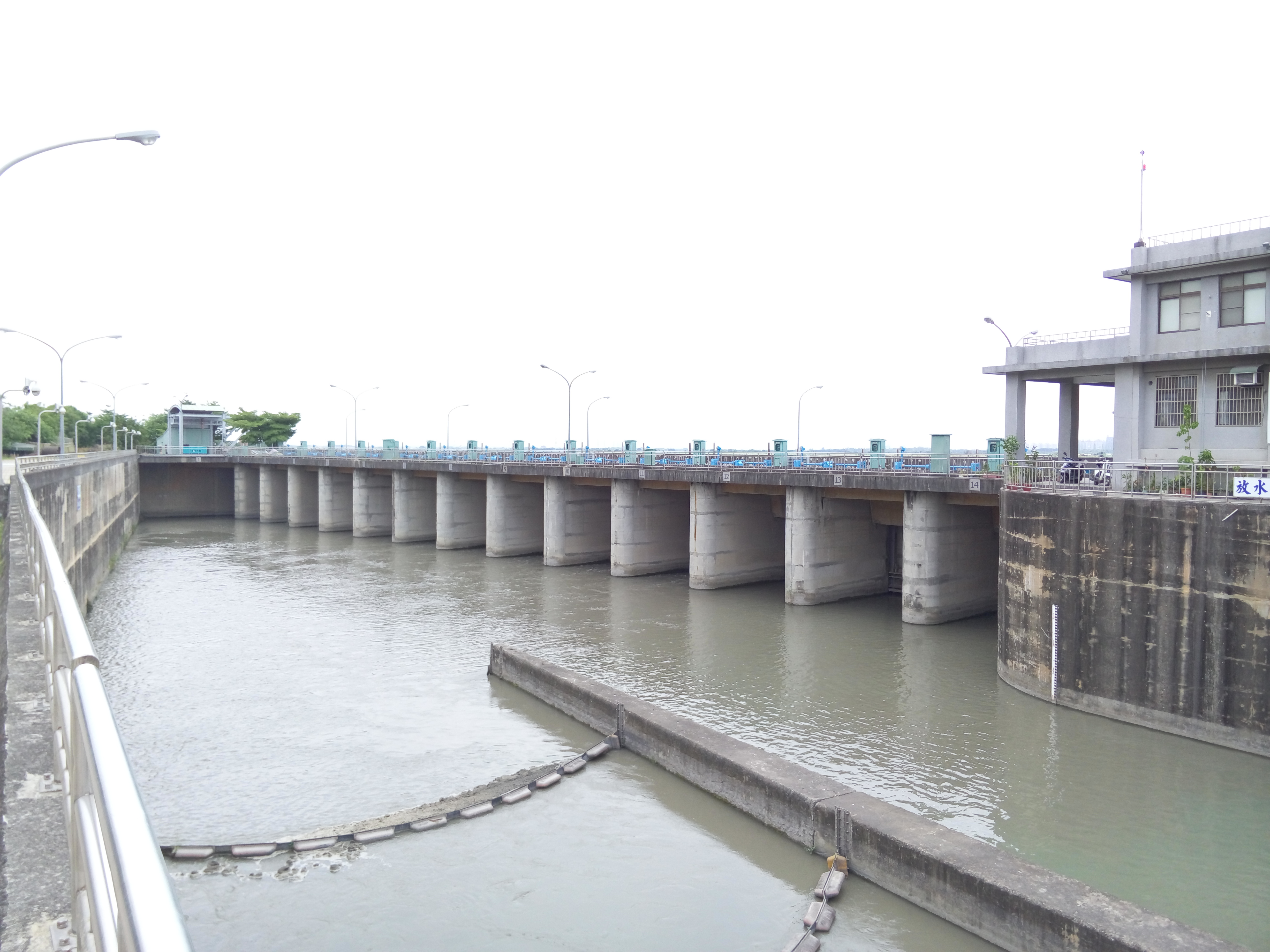
攔河堰進水口背面
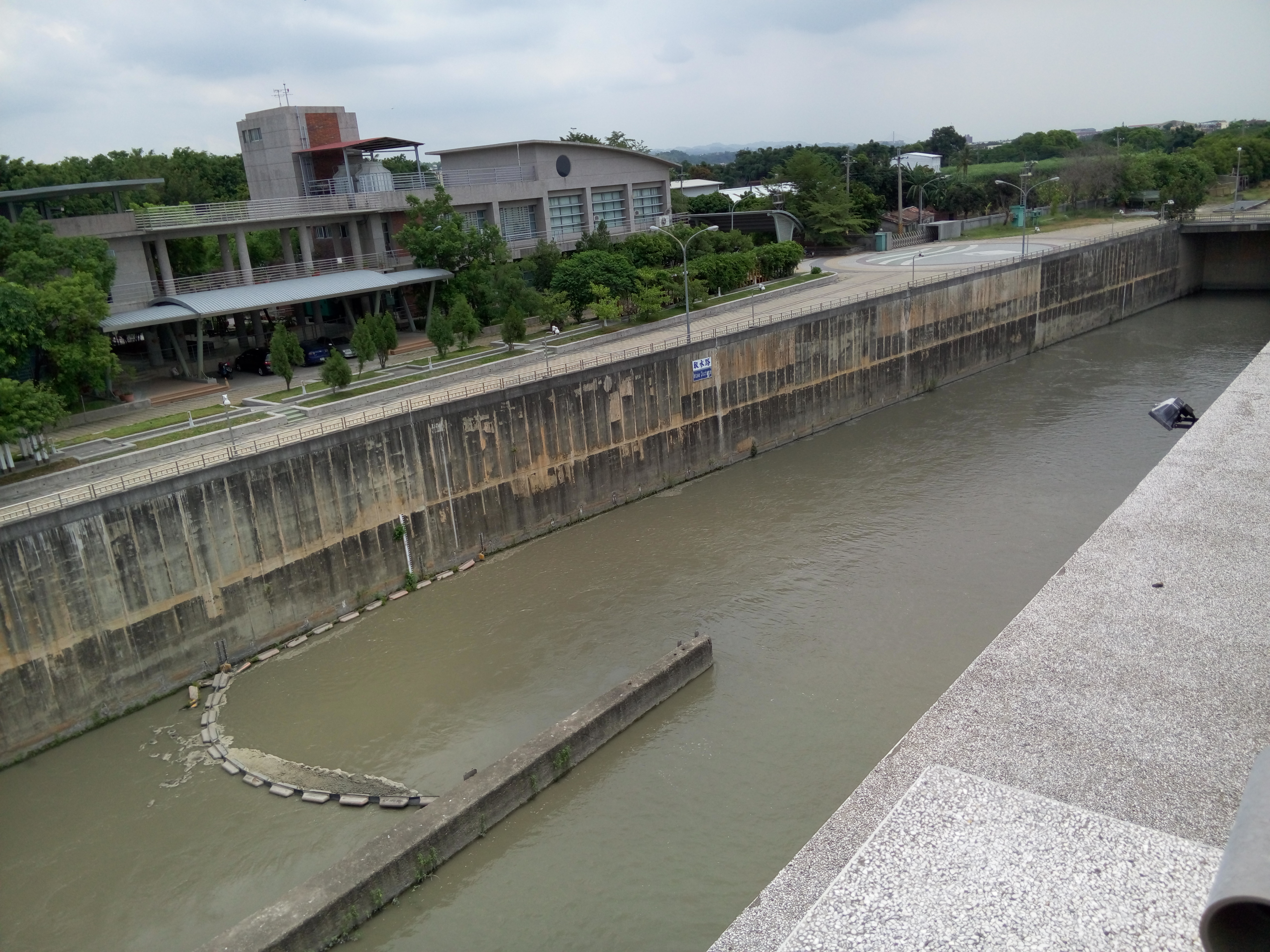
高屏溪攔河堰進水口至分流閘門之間的導水路
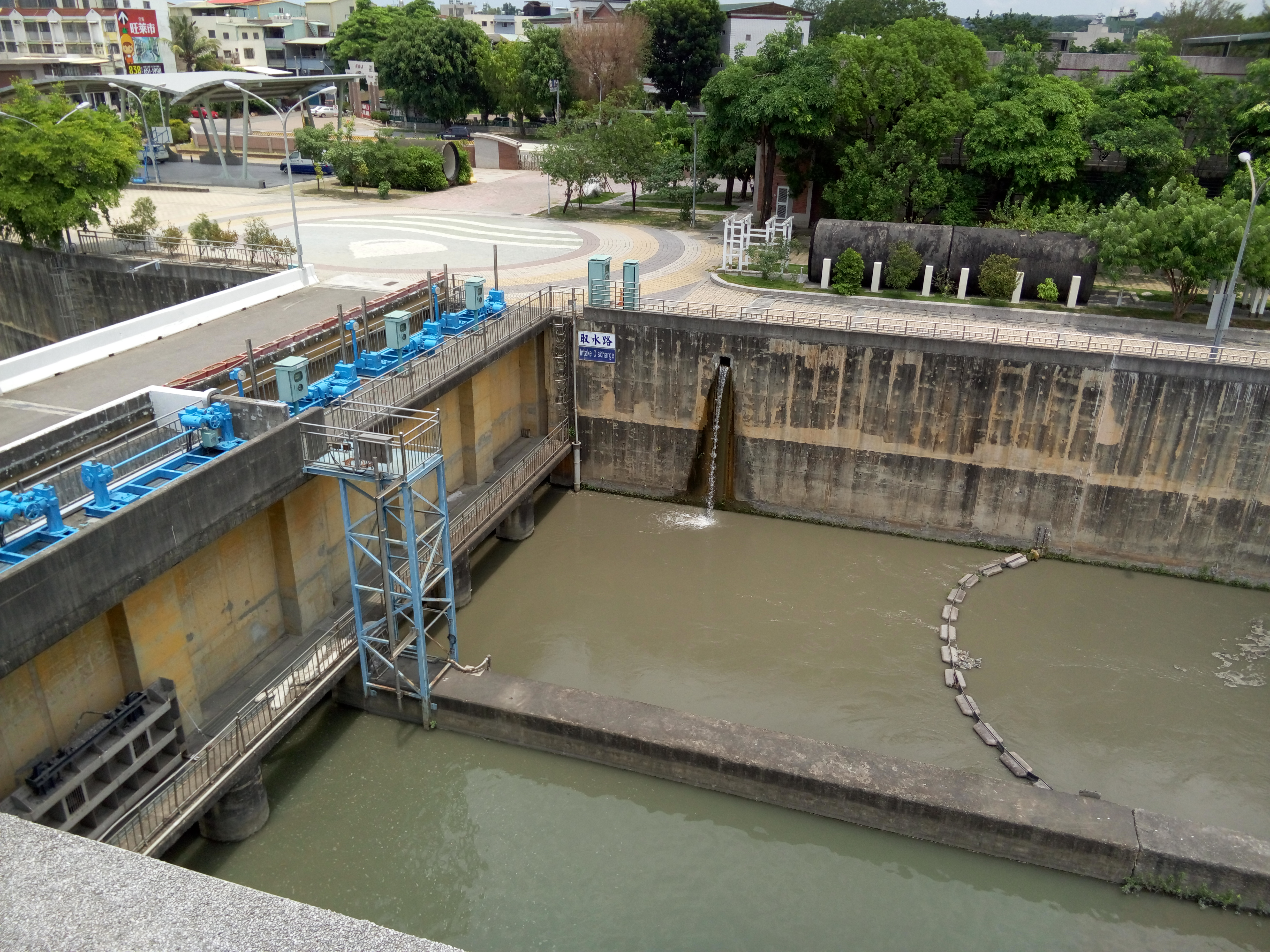
自來水取水與放水路分流閘門
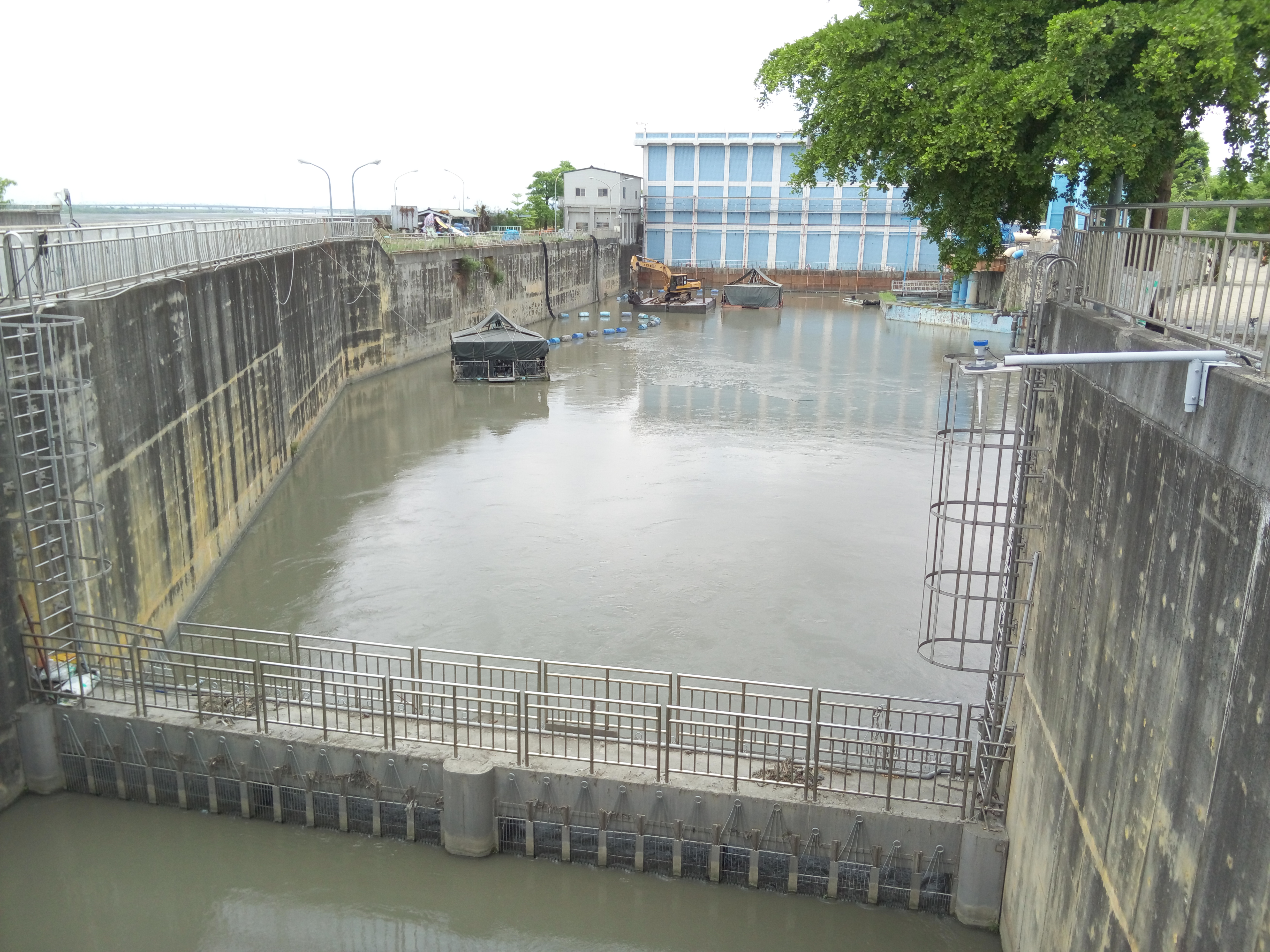
高屏溪攔河堰的自來水沉砂池，水流經沉砂後進入到台灣自來水公司的淨水場做處理
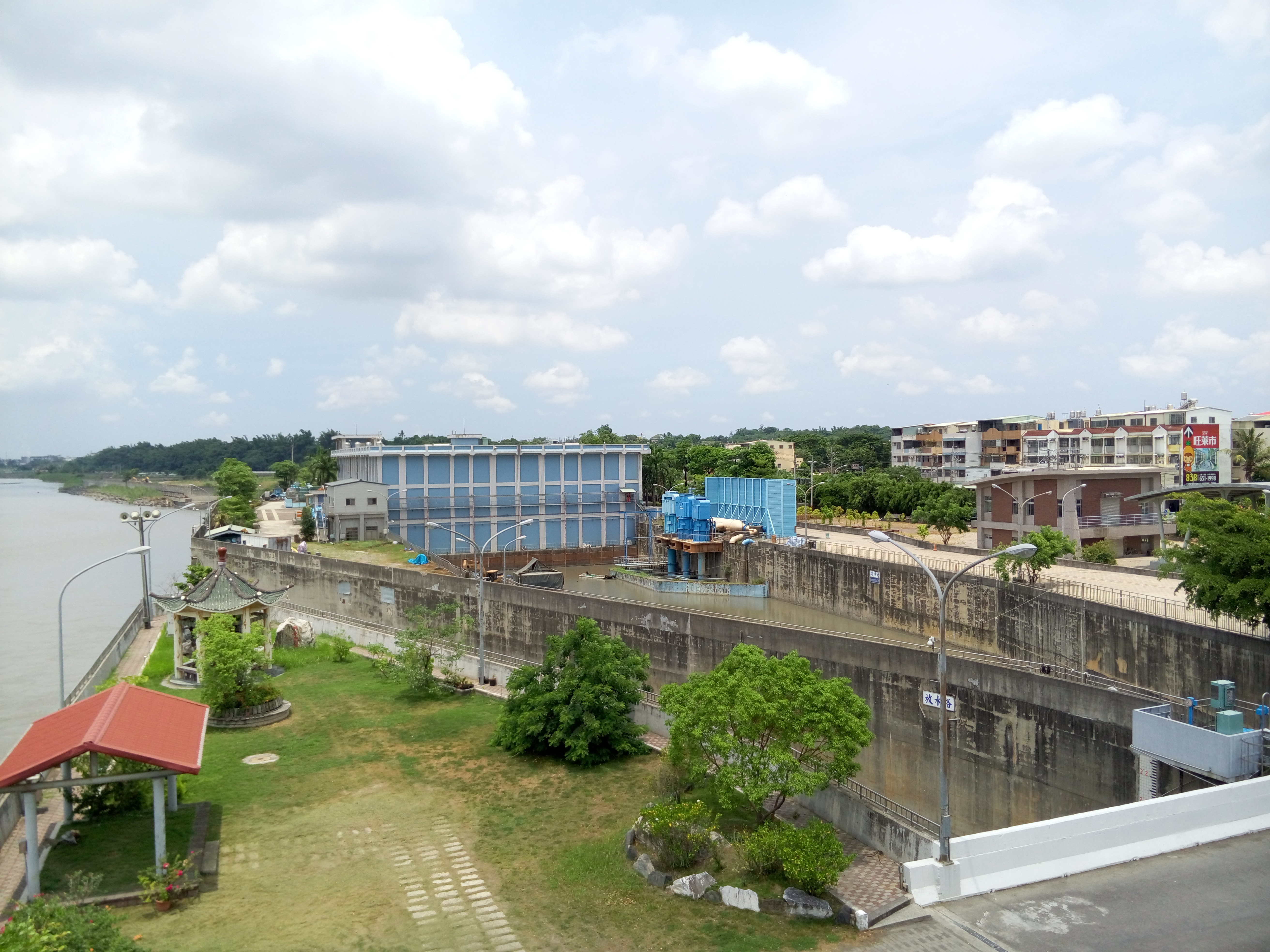
高屏溪攔河堰分流閘門之後的放水路，被分流的河水將排放回高屏溪

## 資料來源
1. 1 2 3 4   (PDF). 經濟部水利署.   [2014-01-17]. （原始内容 (PDF)存档于2013-12-26） （中文（臺灣））.
2. 1 2 3 4 5 6  . 經濟部水利署南區水資源局. 2014-01-17  [2014-01-17]. （原始内容存档于2020-09-28） （中文（臺灣））.
3. 1 2 3  . 經濟部水利署. 2015-09-15  [2016-06-26]. （原始内容存档于2016-03-05） （中文（臺灣））.
4. 1 2 3  . 高雄市大樹區公所.   [2014-01-17]. （原始内容存档于2014-12-03） （中文（臺灣））.
5. 1 2   (PDF). 經濟部水利署. 中華民國 95 年 5 月 9 日經授水字第 09520206620 號令修正部分規定  [2014-01-17]. （原始内容 (PDF)存档于2016-03-04） （中文（臺灣））.
6. 1 2  . 經濟部水利署. 2004-08-23  [2014-01-17]. （原始内容存档于2014-02-01） （中文（臺灣））.
7. 1 2  . 大紀元時報. 2010年1月4日  [2014-01-19]. （原始内容存档于2016-03-04） （中文（臺灣））.

## 外部連結
- （繁體中文）經濟部水利署南區水資源局-高屏溪攔河堰 （页面存档备份，存于）